# تقانة نووية

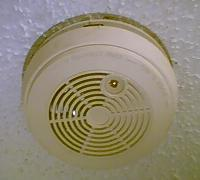
مستشعر الدخان هو أكثر جهاز مشهور لدى الناس يستخدم التقنية النووية

التقانة النووية أو التكنولوجيا النووية هي التقنية التي تحتوي على تفاعلات بين نوايا الذرات. لها تطبيقات عديدة من مستشعرات الدخان إلى المفاعلات النووية ومن التقليدية الأسلحة إلى الأسلحة النووية. هناك قدر عظيم من الاهتمام العام بتداعيتها، وكل تطبيقاتها تُراجع بحرص.

## التاريخ والخلفية العلمية
في عام 1896, كان هنري باكوريل يتحرى خاصية التحول الفوسفوري لأملاح اليورانيوم عندما اكتشف ظاهرة جديدة أطلق عليها لاحقاً اسم النشاط الاشعاعي. فقام هو وبيير كوري وماريا سكلودووسكا-كوري بتحري الظاهرة. أثناء ذلك قاموا بعزل عنصر الراديوم وهو عنصر ذو نشاط اشعاعي عالٍ. اكتشفوا أن المواد المشعة تنتج أشعة قوية ومخترقة من أنواع مختلفة ومتعددة، أطلقوا عليها أشعة ألفا وأشعة بيتا وأشعة غاما. بعض هذه الاشعاعات كانت تخترق المواد العادية، وكلها كانت تسبب أضرار بشكل كبير. كل الباحثين الأوائل تعرضوا لحروق اشعاعية شبيهة بحروق الشمس ولكنهم لم يعيروها اهتماماً كبيراً.
استحوذ مدعو التطبيب على الظاهرة الجديدة كما حدث من قبل مع اكتشاف الكهرباء والمغنطة، وظهر عدد من الأدوية التي تدعي العلاج بالاشعاع. تدريجياً تم استنتاج أن الاشعاعات الناتجة عن التحلل الاشعاعي كانت اشعاعات تأين، وأن الكميات الضئيلة التي لا تكفي لتسبب حروق كانت تسبب خطورة بليغة على الأمد الطويل. الكثير من العلماء الذين عملوا على النشاط الاشعاعى لاقوا حتفهم بسبب السرطان نتيجة لتعرضهم للاشعاعات. فاختفت معظم الأدوية المذكورة إلا أن بعض التطبيقات الأخرى بقيت كاستخدام أملاح الراديوم لإنتاج آلات قياس بتدريج مضيء.
مع مرور الزمن، زاد فهم الإنسان للذرة فأصبحت طبيعة النشاط الاشعاعي أوضح: بعض نوايا الذرات غير متزنة، فتتحلل مطلقة طاقة (في صورة أشعة غاما، الفوتونات ذات الطاقة العالية), وأجزاء من النواة (جزيئات ألفا، زوج من البروتونات مع زوج من النيوترونات، وجزيئات بيتا، الإلكترونات ذات الطاقة العالية).
أثناء الحرب العالمية الثانية، وصل فهم الإنسان للتفاعلات النووية لدرجة جعلت الأطراف المختلفة تبدأ النظر في إمكانية بناء سلاح نووي. إن التفاعلات النووية تطلق طاقة أكثر بمراحل من التفاعلات الكيميائية في التفاعل الواحد، فإذا أمكن ترتيب حدوث عدد من التفاعلات في آنً واحد، يمكن أن ينتج عن ذلك طاقة هائلة. فأقام البريطانيون والأمريكان مشروع مانهاتن بإدارة روبرت أوبنهايمر لبناء جهاز مماثل.

### الانشطار
هي عملية انشطار ذرات اليورانيوم ويصاحب هذا الانشطار انبعاث طاقة حرارية كبيرة وتستخدم في مجال الأسلحة النووية.

## الاستخدامات المدنية

### تحضير الطعام والزراعة

شعار رادورا، يستخدم لإظهارالغذاء المعالج بتأيين الإشعاع.

كل شيء في الكون: النبات والحيوان والإنسان والتربة والمياه والهواء الذي يحيط بنا أو نستنشقه وكل الغذاء الذي نتناوله مكون من عناصر. كل واحد من العناصر التسعين أو قريباً من ذلك (الموجودة في الطبيعة) يتألف من ذرات، وفي كل ذرة منه تتحرك الإلكترونات في مدارات حول النواة من النيوترونات والبروتونات. يتفاوت عدد النيوترونات في نواة الذرة ليعطي أشكالًا أو نظائر لنفس العنصر، فيكون بعضها أثقل من الأخرى، وبعضها مستقراً وأخرى يخضع للتلاشي فيطلق طاقة على شكل اشعاعات.
استطاع العلماء استخدام هذه الخصائص «النووية» لهذه النظائر في قياس ورصد مسائل كثيرة تتعلق بإنتاج الغذاء والمنتجات الزراعية الأخرى. تفيد النظائر الكاشفة بنحو خاص في زيادة كفاءة الأسمدة والري أو الكشف عن العوامل الممرضة. وعلى سبيل المثال، تستخدم النظائر المغلقة التي تحتوي على نظائر مطلقة للاشعاعات لتغيير البنية الوراثية للنباتات والحشرات والكائنات الدقيقة بطرق تؤدي إلى إنتاج نباتات أفضل ومكافحة أكثر رفقاً بالبيئة وأغذية أكثر أمنا وسلامة ولها قابلية خزن أو حفظ أطول.
إذن يفهم من ذلك، أن التقنيات النووية يمكن أن تكون حلاً كفوءاً وفعالاً وزهيداً للكثير من المعضلات التي تواجه الزراعة في العالم، بل تكون أكثر كفاءة وفعالية إذا ما سخرت معها وإلى جانبها التقنيات الحياتية ذات الصلة (الهندسة الوراثية والوراثة الجزيئية وزراعة الأنسجة والمعلوماتية وغيرها). لذا تجد أن أحد معايير تقدم الدول والشعوب هو امتلاكها للتكنولوجيا النووية، وأن العراق أحد هذه الدول الذي بدأ برنامجه النووي للاستخدامات السلمية منذ ستينيات القرن الماضي، ويسعى علماؤه إلى إدامة زخم العمل فيه حتى يومنا هذا. إن ظروف الحرب الأخيرة قد ألحقت الضرر الكبير بمنظمة الطاقة الذرية العراقية، حتى سلبت محتوياتها ودمرت كامل بنيتها التحتية تقريباً، غير أن الأمل الكبير يحذو منتسبيها للارتقاء بقسم شؤون الطاقة الذرية الذي استحدث في أواخر عام 2007، فيعيد أمجاد الطاقة الذرية العراقية ويرتقي بسمعتها إلى مصاف الدول الأخرى.